# Хагенбург
Хагенбург (нем. Hagenburg) — община в Германии, в земле Нижняя Саксония.
Входит в состав района Шаумбург. Подчиняется управлению Заксенхаген. Население составляет 4486 человек (на 31 декабря 2010 года). Занимает площадь 16,23 км².
Коммуна подразделяется на 2 сельских округа.
| Год  | Население |
| ---- | --------- |
| 1990 | 3749      |
| 1995 | 3876      |
| 2000 | 4370      |
| 2005 | 4598      |
| 2010 | 4522      |